# VfL 08 Vichttal
Der VfL 08 Vichttal ist ein Fußballverein aus Stolberg, welcher 2008 aus der Fusion von dem VfL Zweifall und dem VfB Vicht entstand. Die Mannschaft spielte 2017/18 zum ersten Mal in der Mittelrheinliga.

## Geschichte
Die beiden Vereine VfL Zweifall und VfB Vicht wurden 1927 bzw. 1937 gegründet und spielten lange Zeit lediglich Fußball in niedrigeren Klassen. Die erste Mannschaft des VfL Zweifall spielte bis 2008 in der Kreisliga B und konnte dort im Juni 2008 den Meistertitel erringen. Die zweite Mannschaft spielt in der Kreisliga C. Die A-Jugend der Saison 2007/08 schaffte in der Hinrunde den Aufstieg in die Leistungsstaffel für die Rückrunde der Saison 07/08. 2008 entstand dann aus der Fusion der VfL 08 Vichttal, der ab der Saison 2008/09 in der Kreisliga A startete. Durch die Besonderheit, dass der VfL Zweifall als Meister der Kreisliga B in die Kreisliga A aufgestiegen war und der VfB Vicht als Meister der Kreisliga A das Entscheidungsspiel gegen den Meister der anderen Gruppe der A-Liga nicht gewinnen konnte, kam es zu dem außergewöhnlichen Fall, dass der neue VfL Vichttal 2008/09 mit der ersten und zweiten Mannschaft in der neuen eingleisigen Kreisliga A des Fußballkreises Aachen spielte. Diese Konstellation ist nur in der Kreisliga möglich, in allen höheren Fußballklassen darf jeweils nur eine Mannschaft des gleichen Vereins spielen.
Die zweite Mannschaft konnte die Klasse nicht halten und stieg wieder in die Kreisliga B ab, bevor 2015/16 der Wiederaufstieg gelang. Die erste Mannschaft wurde Meister in der eingleisigen Kreisliga A und stieg in die Bezirksliga auf. Die A-Jugend und B-Jugend spielten in der Saison 2016/17 jeweils in der Bezirksliga und belegten Rang acht und fünf. Im zweiten Jahr der Bezirksligazugehörigkeit wurde die erste Mannschaft Meister in der Bezirksliga 3 des Fußballverbandes Mittelrhein und spielte ab der Saison 2011/12 in der Landesliga Mittelrhein. Im Jahr 2017 konnte die Saison in der Landesliga als Vizemeister abgeschlossen werden, sodass der Verein seit der Saison 2017/18 in der Mittelrheinliga antritt. 2018 fusionierte der VfL Vichttal mit Grün-Weiß Mausbach.

## Sportpark
Seit dem Sommer 2011 verfügt der VfL 08 Vichttal auf seinem Vereinsgelände, dem Sportpark Dörenberg auf 20.000 m², über den ersten Kunstrasenplatz und ein Kunstrasenkleinspielfeld auf Stolberger Stadtgebiet. Unter anderem dafür erhielt der Verein bei seiner Fusion von der Stadt Stolberg einen Zuschuss von 250.000 €. Die Anlage verursacht jährlich etwa 15.000 € Kosten, die nach Vereinsangaben durch Sponsoren, Spenden und Darlehen finanziert werden. Durch nachhaltigen Zulauf im Jugendbereich ist der VfL 08 Vichttal der größte Fußballverein (vor der Fusion hatten beide Vereine insgesamt 400 Mitglieder danach knapp 700) in Stolberg geworden – er verfügte in der Saison 2016/17 über 20 Jugendmannschaften und 3 Seniorenmannschaften sowie eine Vertretung der Alten Herren. Den bislang besten Besuch verzeichnete der Verein im Verbandspokalspiel 2016/17 im Achtelfinale gegen FC Viktoria Köln mit 800 Zuschauern.

## Persönlichkeiten
- Erdal Çelik (* 1988), Abwehrspieler
- Carlo Evertz (* 1990), belgischer Juniorennationalspieler
- Helmut Schiffer (1928–2022), Torwart
- Moritz Stehling (* 1987), Torwart
- Kani Taher (* 1991), afghanischer Nationalspieler